# Christian Vargas (futbolista colombiano)
Christian Vargas (Pereira, Risaralda, Colombia, 16 de noviembre de 1989) es un futbolista colombiano que juega de guardameta, actualmente su club es el Deportivo Malacateco de Guatemala.

## Trayectoria

### Bajo Cauca FC
Debutaría con 17 años en segunda división en la temporada 2006, al servicio del ya extinto Bajo Cauca FC (actual Águilas Doradas Rionegro). Disputando 24 encuentros con un nivel notable.

### Atlético Nacional
Debutó el día 6 de abril de 2008 ante el Cúcuta Deportivo, tras la expulsión de David Ospina. Durante 11 temporadas sería el arquero suplente del Atlético Nacional. Aunque nunca llegó a ser el golero titular del club comparte juntó con Alexis Henriquez y Franco Armani la distinción de ser: el jugador con más títulos ganados, con un total de 13 títulos entre locales e internacionales.
Durante su larga estadía en el club disputaría 77 partidos: (45) por la Primera División, (30) en Copa Colombia, (1) en Superliga y (1) en Copa Sudamericana. Además, fue suplente de arqueros notables como: David Ospina, Enfermero Pérez, Carlos Barahona, Eduardo Blandón, Gastón Pezzuti, Franco Armani, Cristian Bonilla, Neco Martínez, Camilo Vargas y José Cuadrado.

### Millonarios
El 10 de junio de 2020 se confirma su fichaje con Millonarios; llegó en condición de préstamo a un año con opción de compra. Debuta el 12 de septiembre en el empate a un gol en su visita al Deportivo Cali en el regreso del futbol colombiano después del COVID-19. En principio es el arquero inicialista elegido por Alberto Gamero, no obstante, debido a malos resultados, el arquero es relevado por el canterano Juan Moreno. Christian se mantiene como segundo arquero de Millonarios durante el resto de 2020 e inicios de 2021. A mediados del Torneo Apertura 2021, y debido al irregular rendimiento del entonces titular Juan Moreno, Vargas regresa a la titular del equipo, en esta ocasión en el empate a ceros contra Deportes Tolima. Durante el resto de semestre Vargas se convierte en un jugador importante del equipo, siendo figura con sus atajadas en los partidos de cuartos de final ante América de Cali y semifinales ante Junior de Barranquilla.
El 1 de julio de 2021 se anuncia la renovación de su contrato con Millonarios, llegando el vínculo hasta junio de 2022. El 16 de enero de 2022 anuncia su despedida del equipo bogotano.

## Estadísticas
| Club                                       | Div.                | Temporada           | Liga  | Liga  | Copas        | Copas        | Internacional | Internacional | Total | Total |
| Club                                       | Div.                | Temporada           | Part. | Goles | Part.        | Goles        | Part.         | Goles         | Part. | Goles |
| ------------------------------------------ | ------------------- | ------------------- | ----- | ----- | ------------ | ------------ | ------------- | ------------- | ----- | ----- |
| Bajo Cauca FC · Colombia                   | 2.a                 | 2006-07             | 24    | 0     | Inexistentes | Inexistentes | Inexistentes  | Inexistentes  | 24    | 0     |
| Bajo Cauca FC · Colombia                   | Total club          | Total club          | 24    | 0     | 0            | 0            | 0             | 0             | 24    | 0     |
| Atlético Nacional · Colombia               | 1.a                 | 2008                | 3     | 0     | 7            | 0            | 0             | 0             | 13    | 0     |
| Atlético Nacional · Colombia               | 1.a                 | 2009                | 2     | 0     | 7            | 0            | 0             | 0             | 13    | 0     |
| Atlético Nacional · Colombia               | 1.a                 | 2010                | 1     | 0     | 7            | 0            | 0             | 0             | 13    | 0     |
| Atlético Nacional · Colombia               | 1.a                 | 2011                | 0     | 0     | 0            | 0            | 0             | 0             | 0     | 0     |
| Atlético Nacional · Colombia               | 1.a                 | 2012                | 0     | 0     | 0            | 0            | 0             | 0             | 0     | 0     |
| Atlético Nacional · Colombia               | 1.a                 | 2013                | 2     | 0     | 7            | 0            | 0             | 0             | 9     | 0     |
| Atlético Nacional · Colombia               | 1.a                 | 2014                | 5     | 0     | 9            | 0            | 0             | 0             | 14    | 0     |
| Atlético Nacional · Colombia               | 1.a                 | 2015                | 1     | 0     | 0            | 0            | 0             | 0             | 1     | 0     |
| Atlético Huila · (cedido) · Colombia       | 1.a                 | A-2016              | 6     | 0     | 3            | 0            | Inexistentes  | Inexistentes  | 9     | 0     |
| Atlético Huila · (cedido) · Colombia       | Total club          | Total club          | 6     | 0     | 3            | 0            | 0             | 0             | 9     | 0     |
| Atlético Nacional · Colombia               | 1.a                 | F-2016              | 6     | 0     | 0            | 0            | 0             | 0             | 6     | 0     |
| Atlético Nacional · Colombia               | 1.a                 | 2017                | 4     | 0     | 0            | 0            | 0             | 0             | 4     | 0     |
| Atlético Nacional · Colombia               | 1.a                 | 2018                | 19    | 0     | 8            | 0            | 1             | 0             | 28    | 0     |
| Atlético Nacional · Colombia               | 1.a                 | A-2019              | 2     | 0     | 0            | 0            | 0             | 0             | 2     | 0     |
| Atlético Nacional · Colombia               | Total club          | Total club          | 45    | 0     | 31           | 0            | 1             | 0             | 77    | 0     |
| Atlético Bucaramanga · (cedido) · Colombia | 1.a                 | F-2019              | 20    | 0     | Inexistentes | Inexistentes | Inexistentes  | Inexistentes  | 20    | 0     |
| Atlético Bucaramanga · (cedido) · Colombia | 1.a                 | A-2020              | 8     | 0     | Inexistentes | Inexistentes | Inexistentes  | Inexistentes  | 8     | 0     |
| Atlético Bucaramanga · (cedido) · Colombia | Total club          | Total club          | 28    | 0     | 0            | 0            | 0             | 0             | 28    | 0     |
| Millonarios · (cedido) · Colombia          | 1.a                 | F-2020              | 9     | 0     | Inexistentes | Inexistentes | 1             | 0             | 10    | 0     |
| Millonarios · (cedido) · Colombia          | 1.a                 | 2021                | 20    | 0     | Inexistentes | Inexistentes | Inexistentes  | Inexistentes  | 20    | 0     |
| Millonarios · (cedido) · Colombia          | Total club          | Total club          | 29    | 0     | 0            | 0            | 1             | 0             | 30    | 0     |
| Águilas Doradas · (cedido) · Colombia      | 1.a                 | A-2022              | 4     | 0     | 2            | 0            | Inexistentes  | Inexistentes  | 6     | 0     |
| Águilas Doradas · (cedido) · Colombia      | Total club          | Total club          | 4     | 0     | 2            | 0            | 0             | 0             | 6     | 0     |
| Deportes Tolima · Colombia                 | 1.a                 | F-2022              | 4     | 0     | 0            | 0            | 0             | 0             | 4     | 0     |
| Deportes Tolima · Colombia                 | 1.a                 | 2023                | 12    | 0     | 0            | 0            | 4             | 0             | 16    | 0     |
| Deportes Tolima · Colombia                 | Total club          | Total club          | 26    | 0     | 0            | 0            | 4             | 0             | 30    | 0     |
| Deportivo Malacateco · Guatemala           | 1.a                 | A-2024              | 7     | 0     | Inexistentes | Inexistentes | Inexistentes  | Inexistentes  | 7     | 0     |
| Deportivo Malacateco · Guatemala           | Total club          | Total club          | 7     | 0     | 0            | 0            | 0             | 0             | 7     | 0     |
| Total en su carrera                        | Total en su carrera | Total en su carrera | 169   | 0     | 36           | 0            | 6             | 0             | 211   | 0     |

Según referencias: BDFA y Soccerway. 

## Palmarés

### Títulos nacionales
| Título                | Club              | País     | Año  |
| --------------------- | ----------------- | -------- | ---- |
| Torneo Apertura       | Atlético Nacional | Colombia | 2011 |
| Superliga de Colombia | Atlético Nacional | Colombia | 2012 |
| Copa Colombia         | Atlético Nacional | Colombia | 2012 |
| Torneo Apertura       | Atlético Nacional | Colombia | 2013 |
| Copa Colombia         | Atlético Nacional | Colombia | 2013 |
| Torneo Finalización   | Atlético Nacional | Colombia | 2013 |
| Torneo Apertura       | Atlético Nacional | Colombia | 2014 |
| Torneo Finalización   | Atlético Nacional | Colombia | 2015 |
| Copa Colombia         | Atlético Nacional | Colombia | 2016 |
| Torneo Apertura       | Atlético Nacional | Colombia | 2017 |
| Copa Colombia         | Atlético Nacional | Colombia | 2018 |

### Títulos internacionales
| Título              | Club              | País     | Año  |
| ------------------- | ----------------- | -------- | ---- |
| Copa Libertadores   | Atlético Nacional | Colombia | 2016 |
| Recopa Sudamericana | Atlético Nacional | Colombia | 2017 |